# Roestbruine wimpervaren
De roestbruine wimpervaren (Woodsia ilvensis) is een rotsvaren uit de familie Woodsiaceae. Het is een zeldzaam varentje met een circumboreale verspreiding dat vooral te vinden is in bergachtige gebieden zoals Scandinavië en de Alpen.

## Naamgeving en etymologie
- Synoniemen: Arostichum ilvense L.
- Engels: Oblong Woodsia, Rusty Woodsia, Rusty Cliff Fern

Woodsia werd vernoemd naar de Britse botanicus Joseph Woods (1776-1864). De soortaanduiding ilvensis is afgeleid van de Latijnse naam voor het eiland Elba.

## Kenmerken
Woodsia ilvensis is een overblijvende, kruidachtige plant met een losse bundel van kleine blaadjes op een kort, opgericht rizoom. De blaadjes zijn eenvormig, tot 20 cm lang en 4 cm breed, lancetvormig tot lang ovaal, het breedst onder het midden, ten hoogste tweemaal geveerd. Langs weerszijden van de bladspil zitten paarsgewijs 10 tot 20 paar ongesteelde, veerspletige tot veerdelige bladslipjes, de onderste paren gereduceerd, met een gave of gezaagde bladrand die dikwijls naar beneden omkrult. Het blad is zacht en dik, aan de bovenzijde zilvergrijs gekleurd, de onderzijde aanvankelijk wit behaard, bij rijpheid roestbruin verkleurend (vandaar de naam Rusty Woodsia).
De bladsteel is half zo lang tot even lang als de bladschijf, bruin tot purper gekleurd, met roodbruine, lancetvormige schubben, vooral aan de basis, en multicellulaire beharing hoger op de steel, en twee langwerpige vaatbundels die naar de top toe samensmelten tot één, U-vormige vaatbundel. De stelen breken af op halve hoogte, en de resten van de oude bladstelen blijven zichtbaar op het rizoom.
De sporenhoopjes zijn klein en rond liggen langs de rand van de bladslippen. Ze zijn voorzien van kleine, onopvallende membraanachtige dekvliesjes. De sporen zijn rijp in de zomer.

## Habitat & verspreiding
Woodsia ilvensis prefereert rotsige, silicaatrijke  plaatsen in volle zon of halfschaduw, zoals kliffen en rotsachtige hellingen.
Het varentje komt wereldwijd voor in koude en gematigde streken van het noordelijk halfrond, bij voorkeur in bergachtige streken.
In Europa komt de soort vooral voor in Scandinavië, het Oeral- en het Altajgebergte, maar is ook in de Alpen en in Schotland, het noorden van Wales, Teesdale en het Lake District te vinden, zij het vrij zeldzaam tot zeldzaam.
Daarbuiten vooral in de oostelijke Verenigde Staten, Alaska, Canada, Groenland en in Japan.

## Verwante en gelijkende soorten
Woodsia ilvensis heeft nog enkele nauwe verwanten met een vergelijkbare habitatkeuze. Woodsia alpina is een rotsvarentje van kalkgesteente dat ook in de Alpen voorkomt, maar minder geschubd en behaard is en minder maar meer geveerde bladslipjes heeft.
Verder is dit varentje door zijn grootte en bladvorm met geen enkel ander te verwarren.

## Zeldzaamheid en bescherming
- Verenigde Staten: Bedreigd, op sommige plaatsen uitgestorven[2]
- Verenigd Koninkrijk: 'Endangered'[3]

... · 
W. alpina · 
W. glabella · 
W. ilvensis (Roestbruine wimpervaren) · 
...